# 弗倫奇敦 (蒙大拿州)
弗倫奇敦（英語：Frenchtown）是位於美國蒙大拿州米蘇拉縣的普查規定居民點。

## 歷史
弗倫奇敦的郵局於1868年設立，1869年關閉後又於翌年重啟，營運至今。

## 人口
根據2020年美國人口普查的數據，弗倫奇敦的面積為17.55平方千米，當中陸地面積為17.45平方千米，而水域面積為0.10平方千米。當地共有人口1958人，而人口密度為每平方千米111.57人。